# Évolution (pel·lícula de 2015)
Évolution és una pel·lícula de ciència-ficció terror-thriller del  2015 dirigida per Lucile Hadžihalilović. Es va mostrar a la secció Vanguard del Festival Internacional de Cinema de Toronto de 2015.

## Argument
Nicolas és un nen malaltís que viu al costat del mar amb la seva mare. Un dia mentre nedava al mar, creu veure el cos d'un nen mort amb una estrella de mar vermella a la cintura. Li diu a la seva mare, que va a bussejar i porta l'estrella de mar, però ella li diu que no hi ha cap cos. Més tard aquella nit, la seva mare porta el cos i les altres mares es reuneixen al seu voltant.
L'endemà Nicolas juga amb la seva estrella de mar. Després que un altre nen es burli d'ell per tenir-ne por, s'enfada i ataca el nen, i després talla un dels braços de l'estrella de mar. Després del seu esclat, la seva mare el porta a un hospital per a observació. A l'hospital, un metge li fa una incisió just a sobre de l'estómac d'en Nicolas. Nicolas es troba en una sala amb altres nois joves que han estat operats de la mateixa manera.
A la nit, les infermeres miren vídeos de la realització de cesària.
Un cop alliberat, Nicolas comença a sospitar que la seva mare i les infermeres li han mentit. Ell i el seu amic, Víctor, surten furtivament enmig de la nit per observar què estan fent les mares. Víctor torna a casa corrent, però Nicolas veu les dones ajagudes juntes completament nues, retorçant-se en el fang i passant un objecte d'una a l'altra. A casa, fa un cop d'ull a la seva mare mentre s'està dutxant del fang i observa que té el que sembla ser ventoses a l'esquena.
De tornada a l'hospital, a Nicolas se li fa una ecografia. Per aparent alegria de la seva mare, escolten el batec del cor d'un fetus. El Víctor és operat i se li treu una criatura de l'estómac i es posa en un pot. Víctor mor durant la seva operació, però les infermeres diuen a Nicolas i als altres nois que s'està recuperant. Una infermera porta una caracola a la sala, dient que en Víctor els l'ha enviat. La mare d'en Nicolas el visita, i ell es nega a menjar el que li dona de menjar. Quan ella s'enfada i comença a mirar pel seu quadern de dibuixos, ell l'acusa de no ser la seva veritable mare.
Nicolas desenvolupa una amistat amb una de les infermeres, Stella. La Stella cola els llapis i el paper en Nicolas i dibuixa amb ell. Els dibuixos de Nicolas inclouen un nen mort i estrelles de mar, però també una bicicleta, un cotxe, un edifici i una girafa. Nicolas els dibuixa de memòria, ja que no es troben al poble; això fa pensar que va ser segrestat i portat allà. És possible que els altres nois de l'illa també hagin estat segrestats, ja que alguns d'ells també observen que les seves mares no són qui diuen ser.
Stella ensenya a Nicolas un fitxer amb fotos de dones amb ventoses a l'esquena, inclosa una d'una noia. Una nit, el porta al mar, li ensenya les ventoses a l'esquena i li permet tocar-les abans de portar-lo a l'aigua. Ella el manté sota l'aigua fins que s'ofega, i després el ressuscita amb RCP Nicolas torna a l'hospital i després de despertar-se d'un malson, es cola en una altra habitació on troba un dels nois. Quan en Nicolas s'acosta, el nen posa la mà d'en Nicolas sobre el seu propi estómac i sent moviment al cos del nen. Després d'obligar en Nicolas a pressionar l'estómac, comença a vomitar. En Nicolas surt i entra a una habitació diferent on veu un dels nois surant en un tanc. És atrapat per una infermera, i després d'una darrera cirurgia, Nicolas es desperta en un tanc. Està subjectat i veu el que semblen ser dos nadons surant dins del tanc amb ell.
Nicolas torna a trobar-se al costat del mar amb Stella. Tornen a entrar a l'aigua, però aquesta vegada ella prem la boca contra la seva mentre neda amb ell, donant-li aire per respirar sota l'aigua. Ella l'empeny de nou a la superfície i els dos acaben en una petita barca de rems que flota lluny de l'illa. Després d'assegurar-se que en Nicolas prengui una beguda d'aigua dolça, Stella llisca de nou al mar, presumiblement per tornar a l'illa. Nicolas es queda al vaixell i a la nit es troba apropant-se al port d'una gran ciutat.

## Repartiment
- Max Brebant com a Nicolas
- Roxane Duran com a Stella
- Julie-Marie Parmentier com a mare
- Nissim Renard com a Frank
- Mathieu Goldfeld com a Victor
- Pablo-Noé Étienne com a Lucas

## Resposta crítica
"Évolution" va rebre crítiques generalment positives de la crítica. El lloc web de l'agregador de ressenyes Rotten Tomatoes informa d'una puntuació d'aprovació del 82% basada en 62 ressenyes, amb una puntuació mitjana de 7,26/10. El consens dels crítics del lloc es diu: "esgarrifosa, provocadora i absorbint estèticament," "Évolution" marca un pas endavant per al director/co-escriptor Lucile Hadzihalilovic." A Metacritic, que assigna una puntuació normalitzada de 100 a les crítiques dels principals crítics, la pel·lícula va rebre una puntuació mitjana de 77 en base a 19 crítiques, que indica "crítiques generalment favorables".

## Reconeixements
| Premi / Festival de cinema                        | Categoria                | Receptor i nominats | Resultat  |
| ------------------------------------------------- | ------------------------ | ------------------- | --------- |
| 7ns Premis Magritte                               | Millor fotografia        | Manuel Dacosse      | Nominat   |
| Festival Internacional de Cinema de Sant Sebastià | Premi Especial del Jurat |                     | Guanyador |
| Festival Internacional de Cinema de Sant Sebastià | Millor fotografia        | Manuel Dacosse      | Guanyador |
| Festival Internacional de Cinema d'Estocolm       | Millor fotografia        | Manuel Dacosse      | Guanyador |
| Utopiales                                         | Gran Premi del Jurat     |                     | Guanyador |